# Guastedda dolce nissena
La guasteddra dolce nissena o guastedda o vastedda  è un dolce tipico della tradizione nissena. 
La parola guastedda essendo un fonema cacuminale o retroflesso (occlusiva retroflessa sonora) si scrive guastedda e si pronunzia guasteddra, viene rappresentata con il simbolo [ɖ] nell'alfabeto fonetico internazionale (IPA); questo fonema non è presente nella lingua italiana.

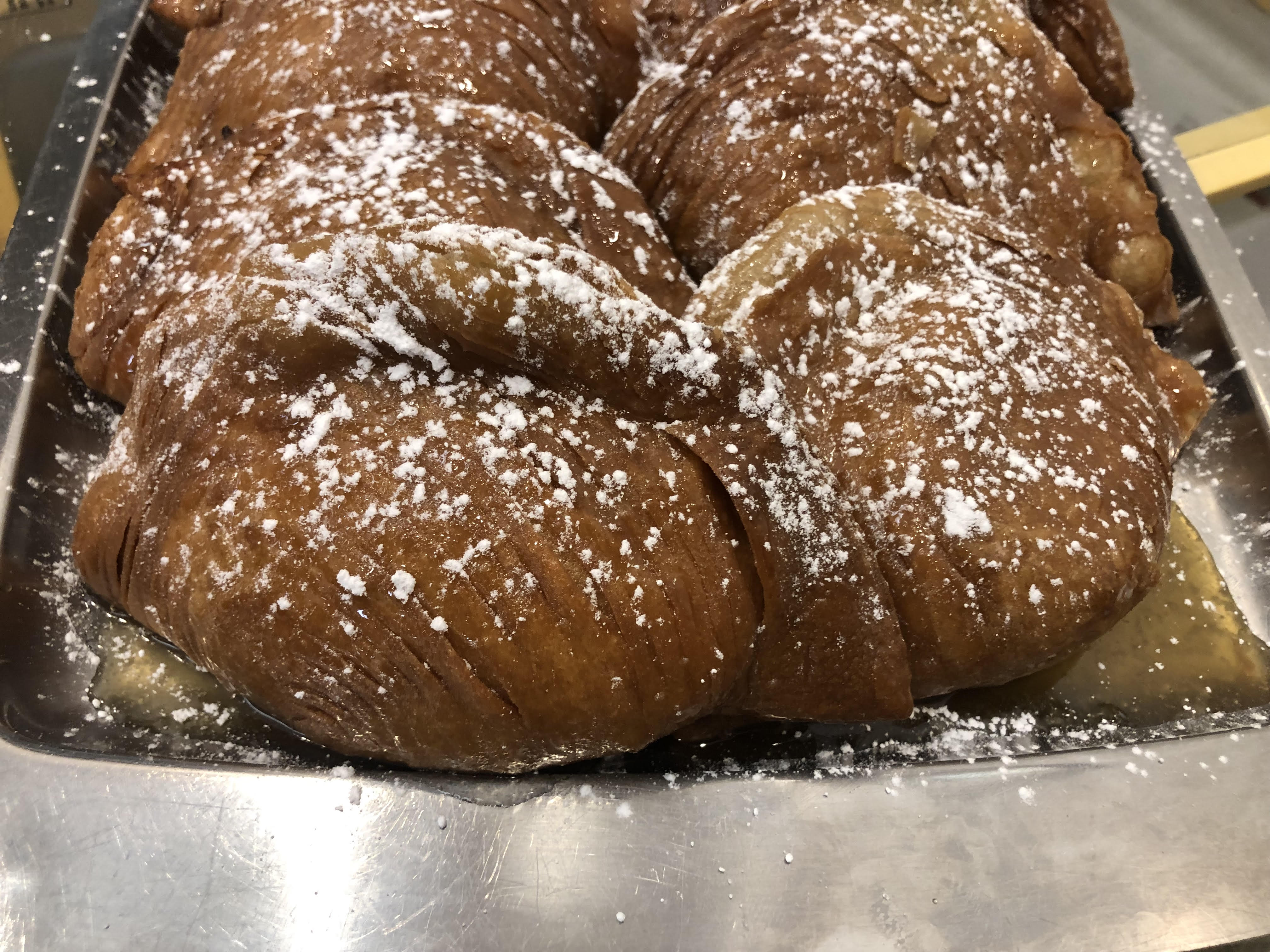
La guastedda con il ripieno di ricotta diventa raviola di ricotta nissena

Il dolce è la base della Raviola di ricotta nissena, senza averne il ripieno di ricotta.
Questo dolce non è incluso nell'elenco dei prodotti agroalimentari tradizionali italiani.
Le guastedde in Sicilia sono prodotte in molte varianti dolci e non, quella nissena però è un unicum tipico della città capoluogo.

## Ingredienti
Farina di grano tenero tipicamente di grano maiorca, miele tipicamente di sulla e rigorosamente strutto come grasso per friggere.
La guastedda normalmente ha il diametro del lato della raviola di ricotta, essendone il disco che viene piegato su se stesso dopo l'apposizione della ricotta del ripieno nel raviola. 
Per la sua produzione è strettamente necessario usare lo strutto come grasso di frittura.
Il dolce una volta cotto viene spennellato con miele fuso similmente alla raviola di ricotta nissena.